# Kurt Schumacher
Pour les articles homonymes, voir Schumacher.
Kurt Schumacher (né le 13 octobre 1895 à Culm dans l'empire d'Allemagne, aujourd'hui Chelmno en Pologne, décédé le 20 août 1952 à Bonn en Allemagne de l'Ouest, à l'âge de 56 ans), est un homme politique allemand qui est le président du Parti social-démocrate d'Allemagne (SPD) juste après la Seconde Guerre mondiale, de 1946 à 1952.

## Avant 1945

### Enfance et scolarité
Le prussien Kurt Schumacher est le quatrième enfant et seul fils du marchand protestant Carl Schumacher et de sa femme Gertrud, née Meseck. L'inscription au contrôle des habitants est faite au nom de Curt Ernst Carl Schumacher. Son père Carl est non seulement un entrepreneur, mais également actif politiquement. Ce membre du Parti radical allemand, de centre-gauche, est pendant de nombreuses années le président du parlement de Culm; il est très vraisemblable qu'il eut alors également le soutien des parlementaires polonais. Les Schumacher ont des relations d'ordre familial étendues avec l'élite de la ville.
Carl est également élu au Kreistag depuis 1911 et représente Culm aux négociations de la Société impériale des villes allemandes (Reichsverband deutscher Städte) entre 1914 et 1917. Kurt Schumacher lit à cette époque les Sozialistische Monatshefte, le journal de l'aile réformiste du SPD, et le März, un journal libéral de gauche publié par Hermann Hesse et Ludwig Thoma. Ce jeune homme de bonne famille passe à l'école pour un social-démocrate convaincu, mais souffre de l'isolement qu'une tellement position valait dans la société de Prusse occidentale.
Culm est située à 30 kilomètres de la frontière de la Russie tsariste. Ses camarades d'école sont en grande partie polonais: il y a 14 Polonais et 8 Allemands dans sa classe de terminale. Au gymnase de Culm, l'utilisation du polonais est interdite depuis quelques années lorsque Kurt Schumacher y entre; cette interdiction est répétée chaque année dans une grande assemblée rituelle. Grâce à son camarade d'école et ami Franciszek Raszeja, Kurt Schumacher est admis dans la Société philomatique de Pologne (Philomatenvereinigung der Polen), une société riche en tradition, mais interdite. Il y fait connaissance de la culture polonaise.

### Engagé volontaire
Kurt Schumacher s'engage comme volontaire dans l'armée dès le 2 août 1914, soit lors d'une des premières occasions après le début de la Première Guerre mondiale, sans réfléchir aux conséquences que cela aurait sur ses études. Il prend cette décision notamment parce que la ville frontalière de Culm court le danger d'être sur le front ou même d'être occupée par les armées russes. Il retourne encore brièvement au lycée pour y chercher son baccalauréat, accordé dans des conditions particulières en raison de la guerre (Notabitur). Schumacher reste profondément impressionné pendant les décennies qui suivent par le fait que ses camarades d'école polonais s'engagent eux aussi pour la plupart comme volontaires dans l'armée allemande, avec comme motivation première de combattre la Russie.
Servant comme soldat dans le régiment d'infanterie no 21, il est grièvement blessé dès le 2 décembre 1914 à Bielawy, à l'ouest de Łowicz, en Pologne et son bras droit doit être amputé. Frappé de dysenterie, Kurt Schumacher, qui mesure 1,85 m, voit son poids passer de 72 à 43 kg. Il est officiellement réformé de l'armée le 10 octobre 1915. Pour avoir perdu son bras droit durant la guerre, il reçoit une indemnité mensuelle de 33,75 Marks, majorée d'un complément de guerre de 15 Marks et d'un complément de mutilation de 27 Marks. Il est également décoré de la Croix de fer de deuxième classe. Après la Première Guerre mondiale, Culm devient polonaise. La décision est suivie de violentes querelles dans la ville. Une partie de sa famille déménage dans le Reich, tandis que d'autres restent en Pologne. Schumacher vit ces événements en grande partie sur place.

### Études
En 1915, Kurt Schumacher commence des études de droit et de sciences économiques aux universités de Halle et de Leipzig, puis, depuis 1917, de Berlin. Selon sa collaboratrice et confidente Annemarie Renger, il se montre, durant ses études à Halle et à Leipzig, très discret tant au niveau politique qu'au niveau personnel. À Leipzig, il fait la connaissance de sa cousine Dora, avec qui il entretient une relation d'amour durant sa vie entière, à l'exception de sa période d'emprisonnement en camp de concentration. Il refuse toutefois de se marier avec elle.
Il termine ses études en 1919 avec l'examen d'État de droit et devient collaborateur au ministère du Travail du Reich. Ne trouvant pas de directeur de thèse à Berlin, il soutient sa thèse en 1926 à l'université de Münster. Il la réalise sous la direction du célèbre professeur de droit public en:Johann Plenge qui, durant la Première Guerre mondiale, est proche du groupe national-conservateur Lensch-Cunow-Haenisch au sein du SPD. Sa thèse, qu'il obtient avec mention, s'intitule : « Le combat autour de l'idée de l'État dans la social-démocratie allemande ». Une ligne continue nationale-conservatrice existe ainsi au sein du SPD depuis le groupe Lensch-Cunow-Haenisch de la Première Guerre mondiale jusqu'au Seeheimer Kreis, en passant par Kurt Schumacher et Johann Plenge.
La thèse de Kurt Schumacher est considérée par beaucoup de commentateurs comme sa profession de foi. Après la révolution allemande de novembre 1918, le SPD devient le parti politique qui porte l'État. Alors que le SPD a été essentiellement combattu par l'appareil d'État jusqu'en 1918, il doit désormais travailler avec. Schumacher tenta de résoudre ce problème avec sa thèse. Il y juxtaposa les deux théoriciens importants de la social-démocratie, Ferdinand Lassalle et Karl Marx qui, pour Schumacher, représentaient les principaux types de politiciens socialistes. Schumacher se décida clairement pour la social-démocratie comme parti d'État: il décrivit la nécessité de l'intégration des travailleurs dans l'État et exigea le renforcement de l'esprit d'État et de la volonté de défense, avant tout contre la Russie.

### Dans le SPD
En 1918, il est membre du Conseil des soldats et ouvriers de Berlin. De 1920 à 1924, il est rédacteur du journal social-démocrate Schwäbische Tagwacht à Stuttgart.
Il est député du SPD au parlement régional du Wurtemberg de 1924 à 1931. À partir de 1930, il est député au Reichstag. Il souhaite un renouvellement de l'esprit et de l'organisation du SPD pour mieux combattre le nazisme. Le 6 juillet 1933, il est arrêté. Il passe deux ans dans plusieurs prisons et camps de concentration, puis est interné au camp de Dachau. Il est libéré le 16 mars 1943, en raison de son état de santé : les nazis pensent qu'il ne vivra plus très longtemps. De nouveau arrêté en août 1944, il est assigné à résidence, puis libéré le mois suivant par les troupes américaines. Figurant sur la liste des personnes à assassiner avant l'arrivée des Alliés, il parvient à se cacher avant sa libération définitive.
Avant même la fin de la guerre, il commence à réformer le SPD à Hanovre et il en devient vite la figure principale dans les zones d'occupations occidentales. Il s'oppose fortement à la demande de beaucoup de sociaux-démocrates de fusionner avec le KPD (parti communiste). En mai 1946, il est élu président du SPD. Malgré son état de santé dû à son internement en camp de concentration (il est amputé d'une jambe), il se consacre avec une grande énergie et une grande passion à la politique et devient un des hommes politiques les plus charismatiques, à côté de son opposant le chancelier Konrad Adenauer
En économie, il défend le concept socialiste et se bat contre la remise en place du capitalisme. Son souhait de voir le SPD jouer le premier rôle dans la politique allemande de l'après-guerre ne se réalise pas dans les urnes. En 1949, il devient donc le premier chef de l'opposition du Bundestag. Il rejette la politique d'intégration au bloc de l'ouest d'Adenauer, craignant qu'elle n'empêche pour longtemps la réunification des deux Allemagnes.
Il meurt le 20 août 1952 à Bonn.